# Wilhelm von Ilsemann
Wilhelm-Viktor von Ilsemann (* 15. August 1921 in Amerongen, einem Stadtteil von Utrechtse Heuvelrug in den Niederlanden; † 28. Juni 2015) war ein deutscher Industriemanager. Er stand von 1979 bis 1982 als Vorstandsvorsitzender an der Führungsspitze des deutschen Zweiges der Royal-Dutch-Shell-Gruppe.

## Leben
Wilhelm von Ilsemann war der Enkel des preußischen Generalleutnants Karl von Ilsemann (1856–1930), ist in den Niederlanden geboren und aufgewachsen, Sohn der Elisabeth Gräfin van Aldenburg-Bentinck (1892–1971) und des Offiziers Sigurd von Ilsemann. Der Vater war der letzte Flügeladjutant von Kaiser Wilhelm II., der sein Patenonkel war, kam 1940 nach Deutschland und studierte von 1941 bis 1950 Chemie. Seine Dissertationsschrift behandelt die Phenole des Torfteers. Das Thema, mit dem er auch zum Doktor promoviert wurde, wies auf seinen künftigen Arbeitgeber, die Deutsche Shell AG in Hamburg hin. Bei diesem Mineralölkonzern machte er in mehr als dreißig Jahren Karriere: Vorstandsmitglied wurde er 1963, stellvertretender Vorstandsvorsitzender 1970 und in Nachfolge von Johannes Welbergen Vorstandsvorsitzender 1979. Ende Mai 1982, wenige Monate nach Vollendung des 60. Lebensjahres, das im Unternehmen das Pensionsalter markierte, löste ihn sein Stellvertreter Hans-Georg Pohl ab. Von 1975 bis 1987 war er Präsident des Ständigen Rates des Welterdölkongresses (World Petroleum Council), dem 60 Nationalkomitees unterstellt sind. Dieses Ehrenamt hatte er 1975 übernommen. Dem Deutschen Nationalkomitee diente er noch einige Zeit darüber hinaus als Vorsitzender. So besuchte er in dieser Funktion 1989 seine Kollegen in der DDR Werner Frohn und Siegfried Nowak.

## Ehrenämter und Ehrungen
- Präsident des Ständigen Rates des Welterdölkongresses (World Petroleum Council) (1975–1987)[5]
- Vorsitzender (1979–1981),[5] später Ehrenvorsitzender,[9] der Deutschen Gesellschaft für Mineralölwissenschaft und Kohlechemie
- Ehrensenator der Universität Karlsruhe (später Karlsruher Institut für Technologie) (1982)[10]
- Großes Verdienstkreuz der Bundesrepublik Deutschland (1983)[6]
- Großes Verdienstkreuz mit Stern der Bundesrepublik Deutschland (1985)

## Schriften
- The Role of Research in the Future Development of the Oil Industry. In: Institute for Scientific Co-operation (Hrsg.): Natural Resources and Development. A Biannual Collection of Recent German Contributions Concerning the Exploration and Exploitation of Natural Resources. Vol. 20, Institut für wissenschaftliche Zusammenarbeit, Tübingen, S. 42–48.
- Die geteilte Zukunft. Szenarioplanung bei Shell. In: Manager Magazin, Heft 5/1980, S. 115–123. ISSN 0341-4418

## Herausgeberschaft
- Jugend zwischen Anpassung und Ausstieg. Ein Symposium mit Jugendlichen und Vertretern aus Wissenschaft, Wirtschaft, Politik und Verwaltung vom 27. – 30.5.1980 auf Schloss Gracht bei Köln. Jugendwerk der Deutschen Shell, Hamburg 1980, ISBN 3-922245-09-9.